# ФК Јокерит
ФК Јокерит је био фински фудбалски клуб из Хелсинкија. Основан је 1999. и угашен 2004. године, у марту, када је власник клуба Хјалис Харкимо продао овај клуб ривалу ХЈК Хелсинкију.
Последња сезона им је била 2003, када су завршили на 10. месту Финске прве лиге. Али, после продаје су премештени у 3. лигу и преименовани у Клуби-04.

## Успеси
- Куп Финске
  - Победник (1): 1999.
- Прва лига Финске
  - Друго место (1): 2000.
- Друга лига Финске
  - Првак (1): 2002.

## Познати играчи
- Шефки Кући
- Ален Дидије Сис
- Алексеј Еременко Млађи
- Мика Вејринен
- Анти Похја
- Веса Васара
- Мартин Кориген
- Мартајн Абенхујас
- Азубујке Олисех